# 越南南方共和國
越南南方共和國，有时也譯作南越南共和國，政府称谓為越南南方共和國臨時革命政府，是由越南南方民族解放陣線（越共）和越南民主共和國（北越）於越南戰爭期間的1969年在西寧省西寧市建立的臨時過渡政權。
越南南方共和國面積為173809平方公里，人口近2000萬。1975年越南南方共和國成立後，即時凍結了前越南共和國（南越）銀行財產，並於稍後將銀行國有化，發行新貨幣解放盾取代越南共和國的南越盾。

## 历史
1969年6月6日至8日，越南南方国民代表大会在西宁召开。大会宣布成立越南南方共和国临时革命政府和顾问委员会，并选举产生了政府和顾问委员会名单。8日下午，政府主席黄晋发、政府副主席兼内务部长冯文恭、政府副主席兼教育和青年部长阮文吉、政府副主席阮朵、主席府部长陈宝剑、国防部部长陈南忠、外交部部长阮氏萍等宣誓就职，阮友寿当选顾问委员会主席，郑廷草当选副主席。
1975年4月30日430事件導致西貢易幟後，越共推翻越南共和國政權，越南南方共和國政權成為南越唯一合法政權，隔日便遷都西貢並於獨立宮舉辦全國解放的慶祝大會。1975年10月，北越派遣代表團訪問南越商討統一事宜；隔年4月26日正式舉辦統一公投，當時有高達99%的得票支持兩越統一。1976年7月2日，越南南方共和國與越南民主共和國合併為越南社會主義共和國，越南南方民族解放陣線亦正式解散。
- 越共的一位青年代表向一个与苏联人结伴而行，身份不明的非洲国家的年轻人致意。 他们俩都参加了由德国自由青年组织的，在东德举行的1973年世界青年会议。

## 领导人列表
顾问委员会主席（元首）
- 阮友壽（Nguyễn Hữu Thọ，1969年6月8日－1976年7月2日）

政府主席（总理）
- 黄晋发（Hùynh Tân Phát，1969年6月8日－1976年7月2日）

### 政府公职人员
| 职务                                     | 姓名                                  | 就任时间     | 离任时间     | 政党                             |
| ---------------------------------------- | ------------------------------------- | ------------ | ------------ | -------------------------------- |
| 顾问委员会主席（国家元首，即共和国主席） | 阮友寿                                | 1969年6月6日 | 1976年7月2日 | 越南南方人民革命党、越南民主党   |
| 政府主席（总理）                         | 黄晋发                                | 1969年6月8日 | 1976年7月2日 | 越南南方人民革命党、越南民主党   |
| 副主席兼内务部长                         | 冯文恭（Phùng Văn Cung）                            | 1969年6月8日 | 1976年       | 越南民主党                       |
| 副主席兼教育和青年部长                   | 阮文吉（Nguyễn Văn Kiết）                            | 1969年6月8日 | 1976年       |                                  |
| 副主席                                   | 阮朵（Nguyễn Đóa）                              | 1969年6月8日 | 1976年       | 越南南方人民革命党中央委员会委员 |
| 主席府部长                               | 陈宝剑（Trần Bửu Kiếm）                            | 1969年6月8日 | 1976年       | 越南南方人民革命党、越南民主党   |
| 国防部长                                 | 陈南忠（Trần Nam Trung）                            | 1969年6月8日 | 1976年       | 越南南方人民革命党               |
| 外交部长                                 | 阮氏萍（Nguyễn Thị Bình）                            | 1969年6月8日 | 1976年       | 越南南方人民革命党               |
| 司法部长                                 | 张如磉（Trương Như Tảng）                            | 1969年6月8日 | 1976年       |                                  |
| 经济和财政部长                           | 高文本（Cao Văn Bổn） 杨其洽（Dương Kỳ Hiệp）（自1975年以来） | 1969年6月8日 | 于1971年去世 |                                  |
| 信息文化部长                             | 刘友福（Lưu Hữu Phước）                            | 1969年6月8日 | 1976年       |                                  |
| 卫生、社会行动和残疾士兵部长             | 杨琼华（Dương Quỳnh Hoa）                            | 1969年6月8日 | 1976年       | 越南南方人民革命党               |

## 外交
越南南方共和国临时革命政府自1969年成立一週年内，获得25个国家承认并建交。至1976年7月越南南北正式统一前，越南南方共和国已获得80个国家承认，并与其中71国建立外交关系。
| 国家                             | 承认日期       | 建交日期       | 备注                                                |
| -------------------------------- | -------------- | -------------- | --------------------------------------------------- |
| 古巴                             | 1969年6月11日  | 1969年6月11日  |                                                     |
| 阿尔及利亚                       | 1969年6月11日  | 1969年6月11日  |                                                     |
|                                  | 1969年6月11日  | 1969年6月11日  |                                                     |
| 波兰                             | 1969年6月12日  | 1969年6月12日  |                                                     |
| 叙利亚                           | 1969年6月12日  | 1969年6月12日  |                                                     |
| 保加利亚                         | 1969年6月13日  | 1969年6月13日  |                                                     |
| 匈牙利                           | 1969年6月13日  | 1969年6月13日  |                                                     |
| 中华人民共和国                   | 1969年6月14日  | 1969年6月14日  |                                                     |
| 柬埔寨                           | 1969年6月14日  | 1969年6月14日  |                                                     |
| 阿尔巴尼亚                       | 1969年6月16日  | 1969年6月16日  |                                                     |
| 东德                             | 1969年6月20日  | 1969年6月20日  |                                                     |
| 罗马尼亚                         | 1969年6月24日  | 1969年6月24日  |                                                     |
| 捷克斯洛伐克                     | 1969年6月27日  | 1969年6月27日  |                                                     |
| 苏联                             | 1969年6月29日  | 1969年6月29日  |                                                     |
| 蒙古                             | 1969年7月2日   | 1969年7月2日   |                                                     |
| 南也門                           | 1969年7月8日   | 1969年7月8日   |                                                     |
| 刚果                             | 1969年8月7日   | 1969年8月22日  |                                                     |
| 伊拉克                           | 1969年11月7日  | 1969年11月25日 |                                                     |
| 毛里塔尼亚                       | 1969年11月9日  | 1969年11月29日 |                                                     |
| 苏丹                             | 1969年11月15日 | 1969年12月8日  |                                                     |
| 坦桑尼亚                         | 1969年12月24日 | 1970年7月8日   |                                                     |
| 埃及                             | 1970年4月11日  | 1970年4月23日  | 此日期为越南南方共和国同阿拉伯联合共和国的建交日    |
| 斯里蘭卡                         | 1970年7月14日  | 1975年6月24日  | 此日期为越南南方共和国同锡兰的建交日                |
| 南斯拉夫                         | 1971年4月29日  | 1971年5月22日  |                                                     |
|                                  | 1971年10月10日 | 1972年2月14日  |                                                     |
|                                  | 1972年2月21日  | 1972年2月25日  |                                                     |
| 智利                             | 1972年9月8日   | 1972年9月8日   | 智利政变后，1973年9月14日，越南南方共和国与智利断交 |
| 赤道几内亚                       | 1972年9月30日  | 1975年1月17日  |                                                     |
|                                  | 1972年12月22日 | 1975年4月19日  |                                                     |
| 乌干达                           | 1973年2月7日   | 1973年2月9日   |                                                     |
|                                  | 1973年3月14日  | 1973年3月14日  | 此日期为越南南方共和国同达荷美的建交日              |
|                                  | 1973年3月22日  | 1973年4月16日  |                                                     |
| 塞内加尔                         | 1973年7月3日   | 1973年7月3日   |                                                     |
| 几内亚                           | 1973年7月24日  | 1973年7月25日  |                                                     |
| 馬爾他                           | 1973年9月2日   | 1973年9月8日   |                                                     |
| 尚比亞                           | 1973年9月2日   | 1973年9月8日   |                                                     |
|                                  | 1973年9月28日  | 1974年5月20日  |                                                     |
|                                  | 1973年10月5日  | 1973年10月24日 |                                                     |
| 马达加斯加                       | 1974年6月10日  | 1974年6月10日  |                                                     |
| 模里西斯                         | 1974年6月14日  |                |                                                     |
| 北也門                           | 1974年9月13日  | 1974年11月13日 |                                                     |
| 加彭                             | 1975年1月1日   | 1975年1月9日   |                                                     |
| 阿富汗                           | 1975年3月5日   | 1975年3月8日   |                                                     |
| 大阿拉伯利比亚人民社会主义民众国 | 1975年3月15日  | 1975年3月15日  |                                                     |
|                                  | 1975年4月5日   | 1975年4月5日   |                                                     |
| 老挝                             | 1975年4月30日  | 1975年8月12日  |                                                     |
| 賽普勒斯                         | 1975年5月1日   |                |                                                     |
| 瑞典                             | 1975年5月2日   | 1975年7月13日  |                                                     |
| 芬兰                             | 1975年5月2日   | 1975年7月4日   |                                                     |
| 泰國                             | 1975年5月2日   |                |                                                     |
| 印度                             | 1975年5月2日   | 1975年5月30日  |                                                     |
| 丹麦                             | 1975年5月2日   | 1975年5月2日   |                                                     |
| 巴基斯坦                         | 1975年5月3日   | 1975年7月1日   |                                                     |
| 牙买加                           | 1975年5月11日  |                |                                                     |
| 荷蘭                             | 1975年5月15日  | 1975年6月20日  |                                                     |
| 尼日尔                           | 1975年5月14日  |                |                                                     |
|                                  | 1975年5月15日  | 1975年8月8日   |                                                     |
| 日本                             | 1975年5月16日  |                |                                                     |
| 墨西哥                           | 1975年5月22日  | 1975年5月26日  |                                                     |
| 緬甸                             | 1975年5月25日  | 1975年5月30日  |                                                     |
| 马来西亚                         | 1975年5月26日  | 1975年7月4日   |                                                     |
| 奈及利亞                         | 1975年5月      |                |                                                     |
| 尼泊尔                           | 1975年5月26日  |                |                                                     |
| 新西兰                           | 1975年5月26日  | 1975年11月5日  |                                                     |
| 法國                             | 1975年5月26日  | 1975年5月26日  |                                                     |
| 英国                             | 1975年5月31日  | 1975年6月23日  |                                                     |
| 義大利                           | 1975年5月31日  | 1975年7月9日   |                                                     |
| 加拿大                           | 1975年5月31日  | 1975年6月25日  |                                                     |
| 莫桑比克                         | 1975年6月25日  | 1975年6月25日  |                                                     |
| 比利时                           | 1975年6月27日  | 1975年7月9日   |                                                     |
| 约旦                             | 1975年6月22日  |                |                                                     |
| 馬爾地夫                         | 1975年6月20日  | 1975年6月24日  |                                                     |
| 瑞士                             | 1975年6月20日  | 1975年6月26日  |                                                     |
| 挪威                             | 1975年5月2日   | 1975年5月2日   |                                                     |
| 盧森堡                           | 1975年7月3日   | 1975年7月10日  |                                                     |
| 奥地利                           | 1975年7月7日   | 1975年7月10日  |                                                     |
| 冰島                             | 1975年8月8日   | 1975年8月15日  |                                                     |
| 巴拿马                           | 1975年8月28日  | 1975年8月28日  |                                                     |
|                                  | 1975年10月6日  | 1975年10月6日  |                                                     |
| 科威特                           | 1976年1月22日  | 1976年1月24日  |                                                     |

## 行政区划
1974年4月区划为：
- 广治省
- 承天-顺化省
- 广南省（即南越的广信省）
- 广沱省（即南越的广南省）
- 广义省
- 平定省
- 庆和省
- 福安省
- 嘉莱省
- 昆嵩省
- 多乐省
- 宁顺省
- 平顺省
- 平绥省
- 林同省
- 大叻省
- 宣德省
- 隆庆省
- 巴地省
- 边和省
- 平福省
- 土龙木省
- 槟椥省
- 隆安省
- 建祥省
- 鹅贡省
- 美萩省
- 沙沥省（1974年6月成立）
- 龙朱前省（1974年6月成立，龙川省、朱笃省各一部）
- 茶荣省
- 永隆省
- 芹苴省
- 朔庄省
- 迪石省
- 龙朱河省（1974年6月成立，龙川省、朱笃省各一部，河仙省全部）
- 薄寮省
- 金瓯省
- 嘉定省
- 西贡特区

## 外部連結
政府
- Provisional Revolutionary Government of South Vietnam (1969-1975)（英文）

領導人
- Rulers (Vietnam)（页面存档备份，存于）（英文）
- WORLD STATESMEN, Vietnam (include South Vietnam)（页面存档备份，存于）（英文）

國歌
- "Ethnic Music" Room（英文）
- Giải Phóng Miền Nam (Bản tiếng Trung & tiếng Việt)（页面存档备份，存于）